# 山舗公義
山舗 公義（やましき　きみよし、1924年3月7日 - 1999年9月14日）は日本の柔道家（講道館9段）。
柔道家としての現役時代は全日本選手権準優勝や世界選手権3位等の成績を残し、引退後は三重県津市の市議会議員、三重県柔道協会会長を歴任した。

## 来歴
1924年三重県に生まれる。進学先の旧制・京都中学は柔道か剣道が必須科目であったため、柔道を選択したのが柔道を始めるきっかけとなった。教師を務める海部勇次5段の元で立技を中心に稽古し、1941年の第12回明治神宮大会中等学校府県対抗試合に京都府代表の一員として出場し優勝に貢献。その時の監督が、生涯の師として仰ぐ事となる森下勇9段（のち全日本柔道連盟副会長）であった。
柔道専門家を志して立命館大学専門部法政科へ進学すると、高専柔道大会へ出場するために大日本武徳会武道専門学校で師範を務める福島清三郎や三宅肇のもと毎日放課後の3時間を寝技に費やしたほか、福島の義方会塾にて2時間以上の稽古をこなした。この頃の山舗は講道館ではなく、大日本武徳会でのみ段位を取得した。
1944年に立命館大学を卒業して兵役除隊後、1949年9月に初めて講道館の門をくぐり翌1950年には5段位には列せられる。三重県警を経て1953年より京都市警（のち京都府警に統合）の警察官に着任し、ここで栗原民雄9段（のち10段）や阿部謙四郎7段（のち段位返上）に師事、また胡井剛一9段や細谷文男8段から寝技の神髄を学んだ。
栗原の助手として京都市警や京都府警、母校の立命館大学での指導に当たり皇宮警察京都護衛署講師を務める傍ら、現役選手としても第一線で活躍し、1955年の全国警察選手権で3位、翌56年の同大会では優勝を飾り警察官日本一に。
また国民体育大会には京都府代表として7回出場したほか、全日本東西対抗試合に1952年から10年連続で出場し、最優秀選手2度、優秀選手および敢闘賞を1度ずつ受賞、全日本選手権にも1954年から5大会連続で出場した。全日本選手権の1957年大会では準決勝戦まで進むも、同大会で優勝する事となる秋田県警の夏井昇吉に優勢負して3位だった。翌58年は決勝戦まで進み、富士製鐵の曽根康治に内股返で技有を取られ敗れたものの準優勝という成績を残した。
同じく1958年の10月5日に福岡スポーツセンターで開催された第2回世界選手権日本代表決定大会では、決勝戦で曽根の大外刈に敗れ優勝はならなかったものの、安定した実績などを買われ代表に選出。
12月の世界選手権では準々決勝でオランダのアントン・ヘーシンクを内股返で一本勝し、準決勝戦で明治大学の神永昭夫に判定負を喫したが、3位決定戦でフランスのベルナール・パリゼに優勢勝して3位となった。
なお、ヘーシンクを破った山舗の内股返は当時定評のある技として知られていたが、ヘーシンクとの試合について当の山舗は｢いざ組んで驚いた事には腕力が強いから飛び込んで技を掛ける事も出来ぬし、動きも封ぜられて困りました。幸いヘーシンク選手が場外に逃げながら再三技を掛け、支釣込足と内股とその得意技を掛けるタイミングと戦力の総てを私に知らせてくれたので、返し技で返す事ができました｣と謙虚に語っている。
1973年に京都府警を退官すると地元三重に帰った山舗は、地元からの支援を受け1975年の津市市議会議員選挙に初当選した。以来、1995年4月まで5期20年にわたり議員として活動し、この間市議会議長を2回と副議長1回を歴任。一方、請われる形で三重県柔道協会にも迎えられ、1981年から1992年まで副会長を、92年から1995年まで会長を務め、協会と三重県柔道界の発展に尽力した。
会長を退任後も協会の常任相談役として協会運営に携わり、柔道界や政界に対する長年の功績が認められて1998年4月28日には講道館より9段位を、1日遅れの4月29日には日本国より勲五等双光旭日章を受章。受章の報に山舗は、大変喜びながら「これも皆さんのお陰や！」と周囲への感謝を表した。同年7月22日に協会主催にて祝賀会が開かれた際には、74歳ながら柔道衣姿を披露し「もう道衣を着用するのも最後かもしれんなぁ」と満足気に述べたという。

## 人物
身長175cm・体重85kgという決して大きくはない体躯ながら体重無差別中心の当時の大会で好成績を残した事は特筆される。
柔道の国際化・スポーツ化に伴い体重別制が採用された事の功罪については、小さい者でもチャンピオンになるチャンスが生まれた事を“功”とする一方で、小さい者が大きい者と稽古しなくなった事、大きい者は技ではなく体格や筋力に重きを置く傾向を“罪”として懸念を示した。
また、山舗の得意技は大外刈、小外掛、内股、支釣込足であったが、前述の通り高専柔道を学んだ経験から寝技も得手としており、戦後、立技中心へと偏向していった柔道界に「立技と寝技は鳥の両翼であるべき」と警鐘を鳴らしていた。
指導者としても高く評価され、1964年の東京五輪では柔道専任の強化コーチを任ぜられている。
京都中学時代に出会った森下勇を生涯の師と仰ぎ、山舗が1958年の世界選手権出場直前に膝を負傷した際、師の配慮で鳥取県の三朝温泉へ湯治に赴く日には京都駅まで見送り来てくれた事に大変感動したという。後々まで「師の恩は山よりも高く、海よりも深い」と述懐していた。

## 主な戦績
- 1956年 -　全国警察選手権大会　優勝
- 1957年 -　全日本選手権大会　3位
- 1958年 -　全日本選手権大会　2位
- 1958年 -　世界選手権日本代表決定大会　2位
- 1958年 -　世界選手権大会　3位